# Llei d'Engel
La llei d'Engel  és una observació empírica, realitzada per primera vegada per l'estadístic alemany Ernst Engel (1821-1896), que va observar que, amb un conjunt donat de gustos i preferències, si augmenten els ingressos, la proporció de la part d'ingressos gastats en aliments disminueix, tot i que és probable que la despesa real en alimentació augmenti en termes absoluts. En altres paraules, l'elasticitat preu-demanda d'aliments és menor que 1.
La llei d'Engel no implica que la despesa d'aliments es mantingui sense canvis a mesura que augmenta la renda, sinó que suggereix que els consumidors augmenten les seves despeses d'aliments, en proporció, menys del que augmenten els seus ingressos.
Una conseqüència d'aquesta llei és la pèrdua d'importància de l'agricultura a mesura que un país s'enriqueix, quan la demanda dels productes alimentaris no creix al mateix ritme que la renda nacional. Una aplicació estadística molt controvertida del percentatge de despesa dedicada a aliments, és tractar-lo com un reflex del nivell de vida d'un país. Si valor és alt, significa que un país és pobre. Per contra, si aquest coeficient és baix, denota que ens trobem davant d'un país ric.